# Ledella sublevis
Ledella sublevis är en musselart som beskrevs av Addison Emery Verrill och Katharine Jeanette Bush 1898. Ledella sublevis ingår i släktet Ledella och familjen tandmusslor. Inga underarter finns listade i Catalogue of Life.